# Carlos María de la Torre
Carlos María de la Torre y Navacerrada (Siviglia, 1809 – Madrid, 8 dicembre 1879) è stato un militare e politico spagnolo. Governatore generale delle Filippine dal 1869 al 1871, per i suoi idealismi fu considerato tra gli ufficiali spagnoli più amati nel paese.

## Biografia
Ufficiale d'armata carlista, fu spedito nelle Filippine da Francisco Serrano in seguito all'esilio di Isabella II per via di una rivoluzione conosciuta col nome di "La Gloriosa". De la Torre era considerato uno spagnolo liberale che seguiva principi democratici; al suo arrivo nel paese, egli voleva che la statua di Isabella II, locata ad Intramuros e presentata nel 1860, fosse fusa in modo da poterne avere un uso migliore. Tuttavia la scultura fu salvata dal Comune di Manila, che la considerava proprietà del municipio.
Stabilì la Guardia Civil nelle Filippine e concesse l'amnistia a numerosi ribelli, il più noto dei quali fu Casimiro Camerino (detto El tulisán), capo di una banda di criminali a Cavite. Ordinò successivamente che i banditi liberati divenissero forze ausiliari della Guardia Civil, oltre ad abolire la fustigazione, diminuire la censura dei media ed iniziare un processo di secolarizzazione dell'educazione. Il nuovo Governatore generale era inoltre in buoni rapporti con il gruppo degli ilustrados, una classe nascente di illuministi filippini che ebbe la possibilità di andare a studiare in Europa per via del loro approccio con le autorità coloniali. Divenuto ben presto una figura amata dal popolo, i suoi sostenitori fecero una parata pacifica di fronte al palazzo del Malacañang.
A sole due settimane dall'arrivo di De la Torre, il frate José Burgos e il riformista Joaquín Pardo de Tavera guidarono una manifestazione al Plaza de Santa Potenciana. Tra gli altri protestanti vi furono José Icaza, Jácobo Zobel, Ignacio Rocha, Manuel Genato e Máximo Paterno. I manifestanti urlarono motti come "Viva Filipinas para los Filipinos!" (Viva le Filippine per i filippini!). Nel novembre 1870 un movimento studentesco, denunciato come sommossa o motín, organizzò presso l'Università di Santo Tomás una commissione per richiedere riforme scolastiche e l'ammodernamento dei curricula. Più tardi il movimento, guidato da Felipe Buencamino, annunciò il proprio supporto all'autonomia delle Filippine e al riconoscimento del paese come una "provincia" della Spagna.
De la Torre non era sposato ma ebbe un'amante che esercitò in lui una grande influenza. La donna, Maria del Rosario Gil de Montes de Sanchiz, si oppose fortemente alla rivolta dei frati. Una ragione di questo sentimento furono le recensioni nei confronti del suo libro, intitolato El Hombre de Dios, criticato poiché scritto da una donna. Un altro episodio che coinvolse la donna fu quello durante una festa svoltasi al palazzo del Malacañang in presenza di creoli filippini. Maria si presentò all'evento indossando un nastro che proclamava Viva la Libertad (Viva la libertà) e Viva el Pueblo Soberano (Viva il popolo sovrano).
Nell'aprile 1871 De la Torre scrisse una lettera al governo centrale di Madrid per richiedere le proprie dimissioni. A sua insaputa, tuttavia, il suo superiore era stato assassinato un mese prima e il nuovo direttore gli comunicò la rimozione dalla carica nove giorni prima che la lettera fosse scritta. De la Torre fu sostituito dal nuovo Governatore generale Rafael Izquierdo Gutiérrez.
Dopo il suo ritorno a Madrid, si ritirò a vita privata. Morì sette anni dopo, l'8 dicembre 1879.